# Ospizio (nome)
Ospizio  è un nome proprio di persona italiano maschile. 

## Varianti
- Femminili: Ospizia[1]

## Varianti in altre lingue
- Basco: Ospixi[2]
- Catalano: Hospici[2], Sospis[3]
- Francese: Hospice, Sospis
- Latino: Hospitius
- Polacco: Hospicjusz
- Spagnolo: Hospicio[2], Sospis[3]

## Origine e diffusione
Nome di scarsissima diffusione in Italia, di matrice devota e augurale; deriva dal latino hospes, che significa sia "ospitato", sia "che dà rifugio". Inoltre, al pari di altri nomi come Esposito, era anche utilizzato per i bambini trovatelli.

## Onomastico
L'onomastico viene festeggiato il 21 maggio in ricordo di sant'Ospizio, confessore a Saint-Jean-Cap-Ferrat, presso Nizza.